# Josep Pujol Coll

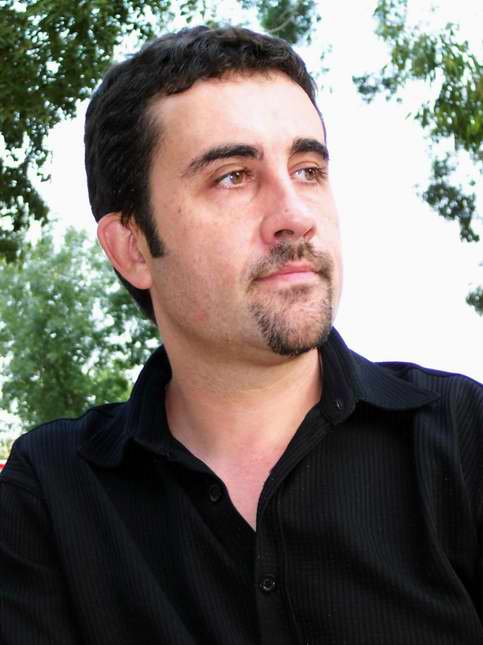

Josep Pujol i Coll nació en Viloví de Oñar el año 1964. Trabaja en la Escuela Superior de Música de Cataluña (Esmuc) desde su creación, como profesor en el departamento de musicología. Ha colaborado en El Punt, la Revista de Girona, La Vanguardia y otros medios de comunicación. Como escritor, ha publicado varias obras de narrativa, teatro, ensayo historiográfico de historia del arte y musicología, así como algunas poesías ocasionales.

## Obras publicadas

### Narrativa
- Els tatuatges. Valencia: Ediciones Tres i Quatre, 1999.[2] ISBN 84-7502-577-3
- L'estratègia del cucut. Barcelona: Columna Ediciones, 1996. ISBN 84-8300-008-3
- Fruita del temps. Barcelona: Editorial Empúries, 1994.[3][4] ISBN 84-7596-423-0
- Tres tríptics. Barcelona: Editorial Empúries, 1991.[5][6] ISBN 84-7596-271-8
- Cal.ligrafia. Girona: El Pont, 1987.

### Teatro
- Cardina, dins Diàlegs a quatre bandes, 2012. Publicat a Off Cartell, 11. ISBN 978-84-938132-5-3
- Granes, dins Diàlegs a quatre bandes, 2010. Publicat a Off Cartell, 5. ISBN 978-84-935778-9-6
- Narcís al mirall, dins Monòlegs a tres bandes, 1992.

### Ensayos
- La Casa Teixidor, de Masó. Girona: Col·legi d'Aparelladors i Arquitectes Tècnics de Girona, 2007. ISBN 84-933333-4-4
- El barroc musical. Girona: Diputació de Girona (col. Quaderns de la Revista de Girona, 122), 2005. ISBN 84-95187-82-5

## Premios literarios
- Bonmatí, de periodismo, 1999: Equinocci.[7]
- Premios Octubre - Premio Andròmina de narrativa, 1998: Els tatuatges.[8]
- Felip Ramis de narrativa breve de Villajoyosa, 1995: La trampa de la memòria.
- Salvador Espriu de narrativa, de Calafell, 1994: L'estratègia del cucut.
- Ciutat d'Olot-Marià Vayreda de narrativa, 1990: Tres tríptics.
- Premi de novela corta Just Manuel Casero, 1986: Cal·ligrafia.[9]